# Dolomedes albicomus
Espèce
Dolomedes albicomus est une espèce d'araignées aranéomorphes de la famille des Dolomedidae.

## Distribution
Cette espèce est endémique d'Australie. Elle se rencontre dans l'Est de la Nouvelle-Galles du Sud et dans l'Est du Queensland.

## Description
Le mâle décrit par Raven et Hebron en 2018 mesure 12 mm et la femelle 17,4 mm.

## Systématique et taxinomie
Cette espèce a été décrite par L. Koch en 1867.

## Publication originale
- L. Koch, 1867 : « Beschreibungen neuer Arachniden und Myriapoden. II. » Verhandlungen der Kaiserlich-Königlichen Zoologisch-Botanischen Gesellschaft in Wien, vol. 17, p. 173-250 (texte intégral).